# Person County
Person County ist ein County im Bundesstaat North Carolina der Vereinigten Staaten. Der Verwaltungssitz (County Seat) ist Roxboro, das nach der Stadt Roxburgh in Schottland benannt wurde.

## Geographie
Das County liegt im Norden von North Carolina, grenzt an Virginia und hat eine Fläche von 1047 Quadratkilometern, wovon 31 Quadratkilometer Wasserfläche sind. Es grenzt im Uhrzeigersinn an folgende Countys: Granville County, Durham County, Orange County, Caswell County und dem Halifax County in Virginia.
Person County ist in neun Townships aufgeteilt: Allensville, Bushy Fork, Cunningham, Flat River, Holloway, Mount Tirzah, Olive Hill, Roxboro und Woodsdale.

## Geschichte
Person County wurde 1791 aus Teilen des Caswell County gebildet. Benannt wurde es nach Thomas Person, einem General im Amerikanischen Unabhängigkeitskrieg.
Zwölf Bauwerke und Stätten des Countys sind insgesamt im National Register of Historic Places eingetragen (Stand 13. März 2018).

## Demografische Daten
Nach der Volkszählung im Jahr 2000 lebten im Person County 35.623 Menschen in 14.085 Haushalten und 10.113 Familien. Die Bevölkerungsdichte betrug 35 Einwohner pro Quadratkilometer. Ethnisch betrachtet setzte sich die Bevölkerung zusammen aus 68,79 Prozent Weißen, 28,21 Prozent Afroamerikanern, 0,61 Prozent amerikanischen Ureinwohnern, 0,15 Prozent Asiaten, 0,01 Prozent Bewohnern aus dem pazifischen Inselraum und 1,37 Prozent aus anderen ethnischen Gruppen; 0,86 Prozent stammten von zwei oder mehr Ethnien ab. 2,09 Prozent der Bevölkerung waren spanischer oder lateinamerikanischer Abstammung.
Von den 14.085 Haushalten hatten 31,5 Prozent Kinder unter 18 Jahren, die bei ihnen lebten. 53,8 Prozent davon waren verheiratete, zusammenlebende Paare, 13,8 Prozent waren allein erziehende Mütter und 28,2 Prozent waren keine Familien. 24,2 Prozent waren Singlehaushalte und in 10,1 Prozent lebten Menschen mit 65 Jahren oder älter. Die Durchschnittshaushaltsgröße betrug 2,50 und die durchschnittliche Familiengröße war 2,95 Personen.
24,0 Prozent der Bevölkerung waren unter 18 Jahre alt. 7,4 Prozent zwischen 18 und 24 Jahre, 30,6 Prozent zwischen 25 und 44 Jahre, 24,2 Prozent zwischen 45 und 64, und 13,7 Prozent waren 65 Jahre alt oder Älter. Das Durchschnittsalter betrug 38 Jahre. Auf alle weibliche Personen kamen 93,2 männliche Personen. Auf alle Frauen im Alter von 18 Jahren oder darüber kamen 90,2 Männer.
Das jährliche Durchschnittseinkommen eines Haushalts betrug 37.159 US-Dollar und das jährliche Durchschnittseinkommen einer Familie betrug 44.598 USD. Männer hatten ein durchschnittliches Einkommen von 30.970 USD gegenüber den Frauen mit 22.804 USD. Das Pro-Kopf-Einkommen betrug 18.709 USD. 12,0 Prozent der Bevölkerung und 9,4 Prozent der Familien lebten unterhalb der Armutsgrenze. 14,9 Prozent von ihnen sind Kinder und Jugendliche unter 18 Jahre und 17,3 Prozent sind 65 Jahre oder älter.